# Paruline à tête grise
Myiothlypis griseiceps
Espèce
Statut de conservation UICN

 EN  : En danger
La Paruline à tête grise (Myiothlypis griseiceps, anciennement Basileuterus griseiceps) est une espèce de passereaux appartenant à la famille des Parulidae.

## Distribution

Zone de répartition de l'espèce au Venezuela (en vert).

La paruline à tête grise est endémique du Venezuela.

## Habitat
Cette paruline préfère les sous-bois des forêts non perturbées entre 1 200 m et 1 600 m d'altitude.

## Conservation
La survie de cette espèce est menacée par la conversion des forêts pour l'agriculture notamment les plantations de café.